# عادل أباد (ياتري)
عادل أباد (بالفارسية: عدل‌آباد) هي منطقة سكنية تقع في إيران في قسم یاتري الريفي (مقاطعة آرادان).